# Beulah Hill (Virginia Occidental)
Beulah Hill es un área no incorporada ubicada dentro del Distrito Noreste, una división civil menor del condado de Wirt, Virginia Occidental, Estados Unidos. Está catalogada como un asentamiento humano por la Junta de Nombres Geográficos de los Estados Unidos.
El número de identificación (ID) asignado por el Servicio Geológico de Estados Unidos es 1678744.

## Geografía
Se encuentra a una altitud de 244 m s. n. m. (801 pies) según el conjunto de datos de elevación nacional.